# Platină
Platina este un element chimic din grupa metalelor platinice, aflat în poziția 78 în tabelul periodic al elementelor.
Platina este un element ce face parte din grupa metalelor platinice împreună cu paladiu (unul din cele mai scumpe metale, fiind de aproximativ 1,5 ori mai scump decât aurul). Plutoniul este bineînțeles mult mai scump, dar nu poate fi cumpărat pe piața liberă. Platina e marfă legitimă; obiectele din platină fină sau aproape fină au codul valutar de XPT 962. Monedele, lingourile mici și mari sunt supuse tranzacțiilor financiare ori trecute prin mâinile colecționarilor. 
Este un metal tranzițional, dur, maleabil, ductil și prețios, de culoare gri-alb. Platina este un metal nobil rezistent la coroziune, și se găsește adesea asociat cu unele minereuri de cupru, de argint sau de nichel, și mai rar sub formă de depozite native (de exemplu, în Africa de Sud). Este folosit în confecționarea bijuteriilor, în echipamente de laborator, în medicina dentară și pentru realizarea protezelor dentare în aliaj cu aurul, pentru realizarea unor contacte electrice și mai ales în catalizatoarele autovehiculelor.
Calitățile platinei îl fac una dintre cele opt materii prime strategice considerate ca indispensabile în timp de război.

## Etimologie
Platina era folosită în America precolumbiană, iar primele referințe europene privitoare la acest metal au apărut în 1557, în scrierile umanistului Jules César Scaliger (1484-1558 d.C.), care l-a descris ca fiind un metal misterios provenind din minele situate între provincia panameză Darién și Mexic.
Spaniolii au denumit acest metal platina, adică: „argint mic”, când l-au descoperit în Columbia; în spaniolă plata: „argint”. Spaniolii îl considerau impuritate a argintului și îl treceau drept rebut.

## Caracteristici
- metal maleabil și ductil, bun conducător termic și electric;
- nu este atacat de acidul azotic HNO3 la rece și de acidul clorhidric HCl doar de apă regală (o combinație de două părți acid azotic și o parte acid clorhidric) și de acidul sulfuric H2SO4 la cald;
- Platina este ultimul metal prețios descoperit de către om, dar nu și cel din urmă folosit, ținând cont de faptul că vechii egipteni și indienii precolumbieni își confecționau bijuterii din granule de platină îmbinate cu aur. Englezii au socotit însă extragerea platinei o irosire de timp.

Abia în secolul trecut au fost descoperite calitățile platinei, după ce s-a reușit topirea ei la 1.770 °C. Platina este cotată, în prezent, la fel cu aurul, dar avantajele ei sunt superioare, acesta putând rezista mii de ani fără să se degradeze sau uzeze. Din acest motiv, platina a început să fie folosită pe scară largă în bijuterie, ajungând să fie mult mai apreciată decât celelalte metale nobile.

## Compuși

### Oxizi
Se presupune că ar exista oxizi ai platinei, dar nu au fost caracterizați prin metode analitice.

## Impactul ecologic și toxicologic
Când este pură și masivă, platina nu prezintă nicio problemă de sănătate a mediului.
Dar, din moment ce a fost folosit pe scară largă drept catalizator, începe să fie găsit în toate compartimentele mediului și în special în aerul urban. Ploaia spală aerul, iar scurgerea îl aduce la stațiile de epurare urbane, unde se adaugă la cea care provine din urină (inclusiv cea a pacienților tratați împotriva cancerului), excremente și anumite deșeuri industriale. De la mijlocul anilor 1990, a fost găsit în nămolurile de epurare, cu variații semnificative legate de vreme (este mai puțin când vremea este uscată și mai mult când este ploioasă ).